# 関東学院大学の人物一覧
関東学院大学の人物一覧（かんとうがくいんだいがくのじんぶついちらん）は、関東学院大学及び関東学院女子短期大学に関係する人物の一覧記事。

## 大学教員役員
- 理事長 - 規矩大義（学校法人関東学院理事長）
- 学院長 - 松田和憲（理工学部教授）
- 常務理事 - 望月正光（経済学部経済学科教授）
- 学長 - 小山嚴也（経済学部経営学科教授）
- 副学長 - 宮崎道雄（工学部電気電子情報工学科教授）

## 学部別主要教員

### 理工学部
- 宮村忠 - 工学部名誉教授
- 山下嗣人 - 工学部教授（表面工学研究所）
- 渡辺えり子 - 工学部客員教授、日本劇作家協会副会長

### 建築・環境学部
- 長谷川逸子 - 客員教授、建築家、日本建築学会賞作品賞受賞、日本芸術院賞受賞（工学部卒）

### 経営学部
- 唐沢龍也 - 経営学部経営学科教授

### 法学部
- 津軽石昭彦 - 行政学者、環境学者

### 社会学部
- 秋山薊二 - 社会学者

### 国際文化学部
- 君塚直隆 - 歴史学者、政治学者、サントリー学芸賞受賞
- 岩佐壮四郎 - 日本近代文学研究者、サントリー学芸賞受賞
- 富岡幸一郎 - 文芸評論家、保守系雑誌『表現者』編集委員代表
- 御園和夫 - 名誉教授、日本英語音声学会名誉支部長

### 経済学部
- 春口廣 - 名誉教授、関東学院大学ラグビー部監督
- 安田八十五 - 環境政策学者
- 林博史 - 歴史学者、日本軍残虐行為研究
- 渡辺憲正 - 社会学者、元副学長、日本哲学会理事（マルクス主義）
- 河内春人 - 歴史学者、日本古代史

### 旧人間環境学部・現人間共生学部
- 伊藤玄二郎 - 人間環境学部教授、法学部講師、かまくら春秋社代表
- 所澤保孝 - 人間環境学部教授、人間発達学科長
- 楠勝範（楠かつのり） - 人間環境学部教授へて関東学院大学名誉教授、映像作家、音声詩人、日本朗読ボクシング協会代表

## 主な元教員
名誉教授、教授、功労者、故人など
- 碧海純一 - 元関東学院大学法学部教授、東京大学名誉教授（法哲学）
- 赤祖父哲二 - 元関東学院大学大学院文学研究科教授
- アルバート・アーノルド・ベネット - 横浜バプテスト神学校初代校長
- 石原全 - 元関東学院大学法学部教授、一橋大学名誉教授、元日本私法学会理事
- 坂田祐 - 私立中学関東学院初代学院長
- 岩城完之 - 元関東学院大学文学部教授
- 大野功一 - 元関東学院大学学長、日揮ホールディングス監査役、日本公認会計士協会理事
- 岡嶋裕史 - 中央大学国際情報学部教授。元関東学院大学講師
- 岡松和夫 - 元関東学院女子短期大学教授、1975年に芥川賞受賞
- 加藤良三 - 関東学院大学名誉教授（初代法学部長、初代法科大学院研究科長）
- 久保欣哉 - 元関東学院大学法学部教授（初代大学院法学研究科長）、一橋大学名誉教授
- 小林照夫 - 関東学院大学名誉教授　元日本港湾経済学会会長
- 高尾利数 - 元関東学院大学神学部助教授、法政大学名誉教授
- 高窪貞人 - 元関東学院大学法学部教授、元専門職大学院法務研究科教授（刑事法）
- 高島善哉 - 関東学院大学名誉教授、一橋大学名誉教授（思想史）
- 谷本誠剛 - 元関東学院大学大学院文学部教授
- 堀口亘 - 元関東学院大学法学部教授（元商品先物取引協会会長）、一橋大学名誉教授
- 奥村皓一 - 関東学院大学名誉教授、経済学者
- 望月正光 - 経済学者、財政理論
- 足立昌勝 - 法学者

## 著名な卒業生

### 研究者
- 小野泰 (建築学者) - ものつくり大学教授（工学部卒→工学研究科）
- 小林照夫 - 歴史学者・関東学院大学名誉教授（経済学部卒→経済学研究科）
- 高橋浩夫 - 白鷗大学名誉教授（経済学部卒→経済学研究科）
- 西村隆男 - 横浜国立大人間科学部教授（経済研究科博士課程）
- 藤本朝巳 - フェリス女学院大学教授（文学研究科博士前期）
- 本間英夫 - 関東学院大学特別栄誉教授(工学部卒→工学研究科）
- 山下嗣人 - 関東学院大学教授（工学部卒→工学研究科）
- 富田富士雄 - 元関東学院学長、社会学者（旧制神学部卒）
- 岡野守也 - 元牧師、仏教心理学者、日本仏教心理学会創設者（神学部→神学研究科）
- 香川詔士 - 関東学院大学名誉教授（工学部→工学研究科）
- 岡田誠之 - 東北文化学園大学名誉教授及び客員教授（工学部→工学研究科）
- 阿部行蔵 - 第10代立川市長、都立大人文学部教授（旧制関東学院神学部）

### 政界

#### 国会議員
- 平山幸司 - 元参議院議員（工学部卒）
- 小泉進次郎 - 衆議院議員、農林水産大臣、元環境大臣（経済学部卒）

#### 市区町村長
- 山梨崇仁 - 神奈川県三浦郡葉山町長（経済学部卒）
- 樫村千秋 – 茨城県日立市長、日立市名誉市民（経済学部卒）
- 小野沢豊 – 神奈川県愛甲郡愛川町長（工学部卒）
- 阿部行蔵 – 第10代立川市長、都立大人文学部教授（旧制関東学院神学部）
- 古川保博 - 徳島県板野郡北島町長（工学部卒）
- 佐藤俊晴 - 山形県東村山郡中山町長（工学部卒）
- 渡部秀勝 - 山形県最上郡戸沢村長（文学部卒）
- 柴田一孔 - 北海道歌志内市長（工学部卒）
- 庵逧典章 - 兵庫県佐用町長（工学部卒）

#### 地方議員
- 松本研 - 神奈川県横浜市会議員（経済学部卒）

### 官界
- 田代健一 - 元帝国ホテル統括総支配人、現迎賓館赤坂離宮支配人（経済学部卒）

### 財界

#### 建設
- 増田日出雄 - 日揮代表取締役副会長・顧問。学校法人関東学院理事長（経済学部卒）
- 夏井博史 - 新日本空調代表取締役社長（工学部卒→工学研究科修了）
- 町田豊 - ヤマト代表取締役社長（工学部卒）
- 金綱一男 - 新日本建設会長（工学部卒）

#### 化学・製薬
- 横田晃 -元東京応化工業代表取締役社長、元東京応化工業代表取締役会長、科学技術庁長官賞科学技術功労者受賞（工学部卒）

#### 製鉄・非鉄金属
- 桑原頼幸 - 元北越メタル代表取締役社長（工学部卒）

#### 輸送機械・一般機械
- 後藤弘治 - 日進工具代表取締役社長（経済学部卒）
- 白井幹夫 - 自動車部品工業代表取締役社長、会長（工学部卒）
- 宮地康弘 - 曙ブレーキ工業代表取締役社長（工学部卒）
- 村田力 - 放電精密加工研究所社長（工学部卒）

#### 電機
- 藤原忠信 - ローム元代表取締役社長（文学部卒）

#### 紙・パルプ・その他諸工業
- 伊藤利男 - リーガルコーポレーション会長（経済学部卒）

#### 金融
- 安田昭治 -インターリース代表取締役社長（経済学部卒）
- 重光達雄 – 日本ユニコム元代表取締役社長、「FXクリアリング」に関する特許取得、FXクリアリング信託代表取締役会長（経済学部卒）

#### 小売
- 市川英治 - 神奈川トヨタ自動車代表取締役社長（経済学部卒）
- 中村洋子 – スズキヤ代表取締役社長、一般社団法人全国スーパーマーケット協会副会長、藍綬褒章受章（短期大学部卒）

#### 運輸・倉庫
- 大津育敬 - ケイヒン代表取締役会長

#### 外食
- 久保敏昭 - ココスジャパン元代表取締役社長、ビッグボーイジャパン元代表取締役社長（文学部卒）
- 谷真 - すかいらーくホールディングス代表取締役会長兼社長、すかいらーく代表取締役社長兼会長（経済学部卒）
- 矢崎精二 - ロイヤルホスト前代表取締役社長、現ロイヤルHD専務（経済学部卒）

#### 電気・ガス・水道
- 後藤正雄 - 元日本瓦斯代表取締役社長、会長。藍綬褒章受章者（経済学部卒）

#### マスコミ・IT
- 安藤文男 - アイエックス・ナレッジ代表取締役社長（経済学部卒）
- 荒瀬邦喜 - 兼松エレクトロニクス代表取締役社長（工学部卒）
- 川田朋博 - ジャパンシステム最高執行責任者
- 山口法弘 - プロシップ代表取締役社長（経済学部卒）
- 木寺祥友 - 日本人初のjava言語のプロジェクト参加者、エル・カミノ・リアル代表取締役社長（工学部中退）
- 市ノ澤充 - VOTEFOR代表取締役社長（法学部卒）

#### その他サービス
- 脇田勇 - 東京テアトル代表取締役社長（旧制関東学院高等商業部卒）
- 三橋保 - 東京テアトル代表取締役社長（旧制関東学院高等商業部卒）
- 廣田和生 - 横浜ビー・コルセアーズ代表取締役会長
- 佐藤健 - VONDS市原 社長

### 建築家
- 西岡弘 - 建築家、西日本工業大学建築学科教授（工学部卒）
- 降幡廣信 - 建築家、信州大学工学部社会開発工学科建築学コース非常勤講師（工学部卒）
- 関野美三夫 - 建築家、「現代の名工（卓越した技能者）」受賞、黄綬褒章受章、日本建築大工技能士会現会長（工学部2部卒）

### 文学者
- 佐藤さとる - 童話作家、旭日小綬章受賞（旧制関東学院工学部卒）
- 笹沢左保 - 小説家（旧制関東学院経済学部卒）
- 星野高士 - 俳人　※中退
- 竹中恭子 - 作家及び画家（女子短期大学部）
- 小国英雄 - 脚本家、勲四等瑞宝章受章（初代日本バプテスト神学校卒）

### 美術家
- 原田敏廣 - 画家
- 登龍亭獅篭 - 落語家、漫画家　※中退
- 小田扉 - 漫画家（経済学部卒）

### 法律家
- 茅原裕二 - 弁理士、わらしべ特許商標事務所長（工学部卒）

### 宗教家
- 小林八郎 - 日本FEBC元代表（神学部卒）

### 社会事業家
- 高島巌 - 社会事業家（旧制東京学院高等学部卒）

### 社会活動家
- 安部芳裕 - 社会活動家（文学部卒）

### 報道
- 宮嵜守史 - ラジオプロデューサー、TBSグロウディア社員（経済学部卒）
- 伊藤彰記 - テレビプロデューサー、日テレアックスオン社員（工学部卒）
- 伊東和彦 - 自動車評論家、『SUPER CG』元編集長、関東学院大学非常勤講師（工学部卒→工学研究科卒）
- 服部陽介 - フリーアナウンサー（経済学部卒）
- 田熊ゆい - ビューティジャーナリスト
- 村山恵美 - 新潟総合テレビアナウンサー（経済学部卒）
- 来栖けい - 美食家・グルメ評論家（経済学部卒）
- 中村啓子 - 報道ナレーター、ナレーター、日本オーディオ協会「音の匠」受賞（短期大学部卒）

### 俳優・女優
- 松田優作 - 俳優　※中退
- 川地民夫 - 俳優　※中退
- 藤堂新二 - 俳優（文学部卒）
- 常盤貴子 - 俳優（短期大学部卒）
- いとうあいこ - 女優（短期大学部卒）

### 歌手・ミュージシャン・音楽家
- ちあき哲也 - 作詞家
- 後藤正文 - ミュージシャン（ASIAN KUNG-FU GENERATION）
- 戸川純 - 歌手、女優　※中退
- 岡田浩暉 - 俳優、歌手（元To Be Continued）
- 寺内タケシ - ロックギタリスト、国連平和賞受章、文化功労賞受章、音楽功労賞受章、緑綬褒章受章（工学部卒）
- パンタ - ミュージシャン（頭脳警察）
- 宮城伸一郎 - ミュージシャン
- 翔 - ミュージシャン（横浜銀蠅）
- 嵐ヨシユキ - ミュージシャン（横浜銀蠅）　※8年通って除籍
- 原めぐみ - 歌手、俳優
- 原嘉孝 - 歌手(timelesz)、俳優

### お笑いタレント
- 谷啓 - コメディアン（ハナ肇とクレージーキャッツ）　※中退
- 石塚英彦 - お笑いタレント（ホンジャマカ）
- ギュウゾウ - お笑いタレント（電撃ネットワーク）
- 高橋健一 - お笑いタレント（キングオブコメディ）
- 堤下敦 - お笑いタレント（インパルス）　※中退
- 生徒会長金子 - お笑い芸人

### その他のタレント
- 吉村民 - タレント
- 田熊ゆい - タレント、ジャーナリスト
- 中久木麻衣子 - モデル、タレント
- 森貴美子 - モデル
- しほの涼 - 女優、モデル

### スポーツ関係

#### 陸上
- 秋葉啓太 - 元陸上選手
- 尾田賢典 - 元陸上選手、元日本代表
- 古川敬祐 - 元陸上選手

#### ラグビー
- 松田努 - ラグビー選手、元日本代表
- 仙波優 - ラグビー選手
- 箕内拓郎 - ラグビー選手、元日本代表
- 池村章宏 - ラグビー選手
- 立川剛士 - ラグビー選手、元日本代表
- 村上龍寛 - ラグビー選手
- 淵上宗志 - ラグビー選手、元日本代表
- 山口智史 - ラグビー選手、元7人制日本代表
- 四宮洋平 - ラグビー選手、元日本代表
- 北川俊澄 - ラグビー選手、日本代表
- 山村亮 - ラグビー選手、日本代表
- 入江順和 - ラグビー選手、元日本代表
- 霜村誠一 - ラグビー選手、日本代表
- 水野弘貴 - ラグビー選手、日本代表
- 山本貢 - ラグビー選手、日本代表
- 有賀剛 - ラグビー選手、日本代表
- 北川智規 - ラグビー選手、日本代表
- 五郎丸亮 - ラグビー選手
- 佐伯悠 - ラグビー選手
- 北川勇次 - ラグビー選手、日本代表
- 中村彰 - ラグビー選手
- 細川諭 - ラグビー選手
- 夏井大輔 - ラグビー選手
- 渡邊昌紀 - ラグビー選手、7人制日本代表
- 稲垣啓太 - ラグビー選手、日本代表
- 三谷竜生 - 競輪選手、当校ラグビー部出身
- 鈴木彩香 - ラグビー選手、女子日本代表

#### 野球
- 瀧安治 - 元プロ野球選手
- 鎌野裕 - 元プロ野球選手
- 片平保彦 - 元プロ野球選手、中退
- 河原隆一 - 元プロ野球選手
- 白坂勝史 - 元プロ野球選手
- 森笠繁 - 元プロ野球選手
- 三橋直樹 - 元プロ野球選手
- 鬼崎裕司 - 元プロ野球選手
- 原拓也 - 元プロ野球選手
- 吉田大就 - 元独立リーグ野球選手

#### バスケットボール
- ファイ・パプ・ムール - プロバスケットボール選手
- 前田陽介 - プロバスケットボール選手
- 河野誠司 - プロバスケットボール選手
- 細谷将司 - プロバスケットボール選手
- 下山貴裕 - プロバスケットボール選手

#### サッカー
- 青田翔 - サッカー選手
- 芦部晃生 - サッカー選手
- 有永一生 - サッカー選手
- 井上翔太郎 - サッカー選手
- 今村優介 - サッカー選手
- 岩元ルナ - サッカー選手
- 太田一輝 - 元サッカー選手
- 大津一貴 - サッカー選手
- 大森啓生 - サッカー選手
- 沖崎颯 - サッカー選手
- 加々美太一 - 元サッカー選手
- 狩野海晟 - サッカー選手
- 萱沼優聖 - サッカー選手
- 河波櫻士 - サッカー選手
- 北龍磨 - サッカー選手
- 北村椋太 - サッカー選手
- 久保海都 - 元サッカー選手
- 坂本順平 - サッカー選手
- 薩川淳貴 - サッカー選手
- 佐藤健 - サッカー選手
- 鈴木翔 - サッカー選手
- 寺沢優太 - サッカー選手
- 富樫敬真 - サッカー選手
- 土館賢人 - サッカー選手
- 中川風希 - サッカー選手
- 長澤シヴァタファリ - サッカー選手
- 野末学 - サッカー選手
- 橋本丈 - サッカー選手
- 林田滉也 - サッカー選手
- 普光院誠 - サッカー選手
- 藤本裕也 - サッカー選手
- 堀金峻明 - サッカー選手
- 見木友哉 - サッカー選手
- 水谷雄一 - 元サッカー選手
- 三橋秀平 - サッカー選手
- 武者大夢 - サッカー選手
- 村上悠緋 - サッカー選手
- 村田勝利 - サッカー選手
- 森本大貴 - サッカー選手
- 守山健二 - サッカー選手
- 山口聖矢 - サッカー選手
- 山本真也 - サッカー選手

#### 競輪
- 三谷竜生 - 2018年賞金王。当校ラグビー部出身。

### その他文化・芸術
- 根本美香 – バレエダンサー
- 金田朋子 - 声優
- 佐々木健 - 声優